# Stranska vas (Novo Mesto, Slovenija)
Stranska vas je naselje u slovenskoj Općini Novom Mestu. Stranska vas se nalazi u pokrajini Dolenjskoj i statističkoj regiji Jugoistočnoj Sloveniji. 

## Stanovništvo
Prema popisu stanovništva iz 2002. godine naselje je imalo 357 stanovnika.